# Queenslandophilus macropalpus
Queenslandophilus macropalpus är en mångfotingart som beskrevs av Masatoshi Takakuwa 1936. Queenslandophilus macropalpus ingår i släktet Queenslandophilus och familjen storjordkrypare. Inga underarter finns listade i Catalogue of Life.